# Ertebölliense

Mapa de la Europa del Neolítico en el momento de máxima expansión danubiana, c. 4500-4000 a. C. La cultura Ertebölliense se muestra en rojo sobre la actual Dinamarca, antes de su expansión por el Báltico.

La cultura Ertebölliense (c. 5300 a. C.-3950 a. C.) es el nombre que recibe una cultura de pescadores y cazadores-recolectores que data de finales del periodo Mesolítico, aunque sus últimas etapas convivieron con el Neolítico. Esta cultura se dio en el sur de Escandinavia, pero está estrechamente conectada en su origen con otras culturas del norte de la actual Alemania y de los Países Bajos. 
Presenta continuidad con el Maglemosiense, con industrias macrolíticas y microlíticas. La industria ósea presenta objetos como anzuelos, arpones típicos con asta de ciervo o huesos de cetáceos, espátulas, peines, punzones y brazaletes.
Un rasgo típico de su economía era la recogida de moluscos y la pesca. Entre los animales que cazaban se encontraban los ciervos, jabalíes y mamíferos marinos. Este aumento del consumo de animales marinos es debido a la mejora de tecnología pesquera y de navegación, como los anzuelos enmangados y las redes.
Su arte consiste en una decoración geométrica a base de alineaciones regulares de pequeños agujeros perforados.